# Mangue de Setes Ribeiras

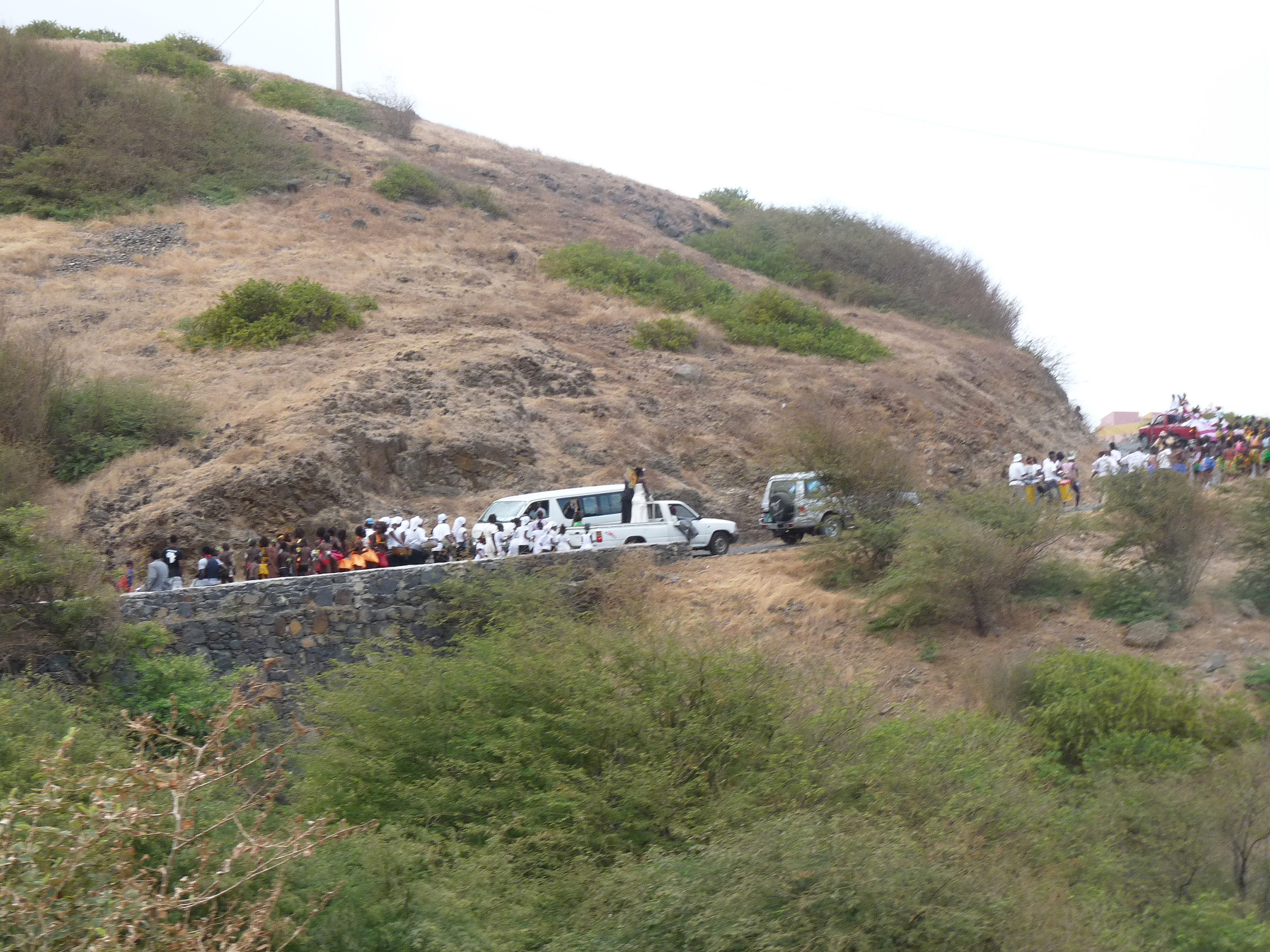
Desfile de carnaval próximo a Porto Formoso, na estrada costeira que conecta Achada de Monte a Tarrafal

Mangue de Sete Ribeiras ou Achada Monte (Crioulo cabo-verdiano: Mangi) é uma aldeia do município do Tarrafalna ilha de Santiago, em Cabo Verde. Localiza-se a 70 km a noroeste da capital nacional de Cabo Verde, Praia.

## Vilas próximas ou limítrofes
- Principal
- Calheta de São Miguel

| Ilha de Santiago |
| --- |
| Cidades, vilas e aldeias Achada \| Achada Banana \| \|Achada Fazenda \| Achadinha de Baixo \| Água do Gato \| Assomada \| Boa Entrada \| Calheta de São Miguel \| Cancelo \| Chão Bom \| Cidade Velha \| Figueira da Naus \| João Varela \| Mangue de Setes Ribeiras \| Milho Branco \| Pedra Badejo \| Pico \| Porto Formoso \| Porto Gouveia \| Porto Mosquito \| Porto Rincão \| Praia \| Principal \| Ribeira da Barca \| Ribeira da Prata \| Rui Vaz \| Santa Ana \| São Domingos \| São Francisco \| São Jorge dos Órgãos \| Tarrafal \| João Teves \| Trás os Montes |
| Cabo Verde \| Sotavento \| Santiago |